# Norbert Glanzberg

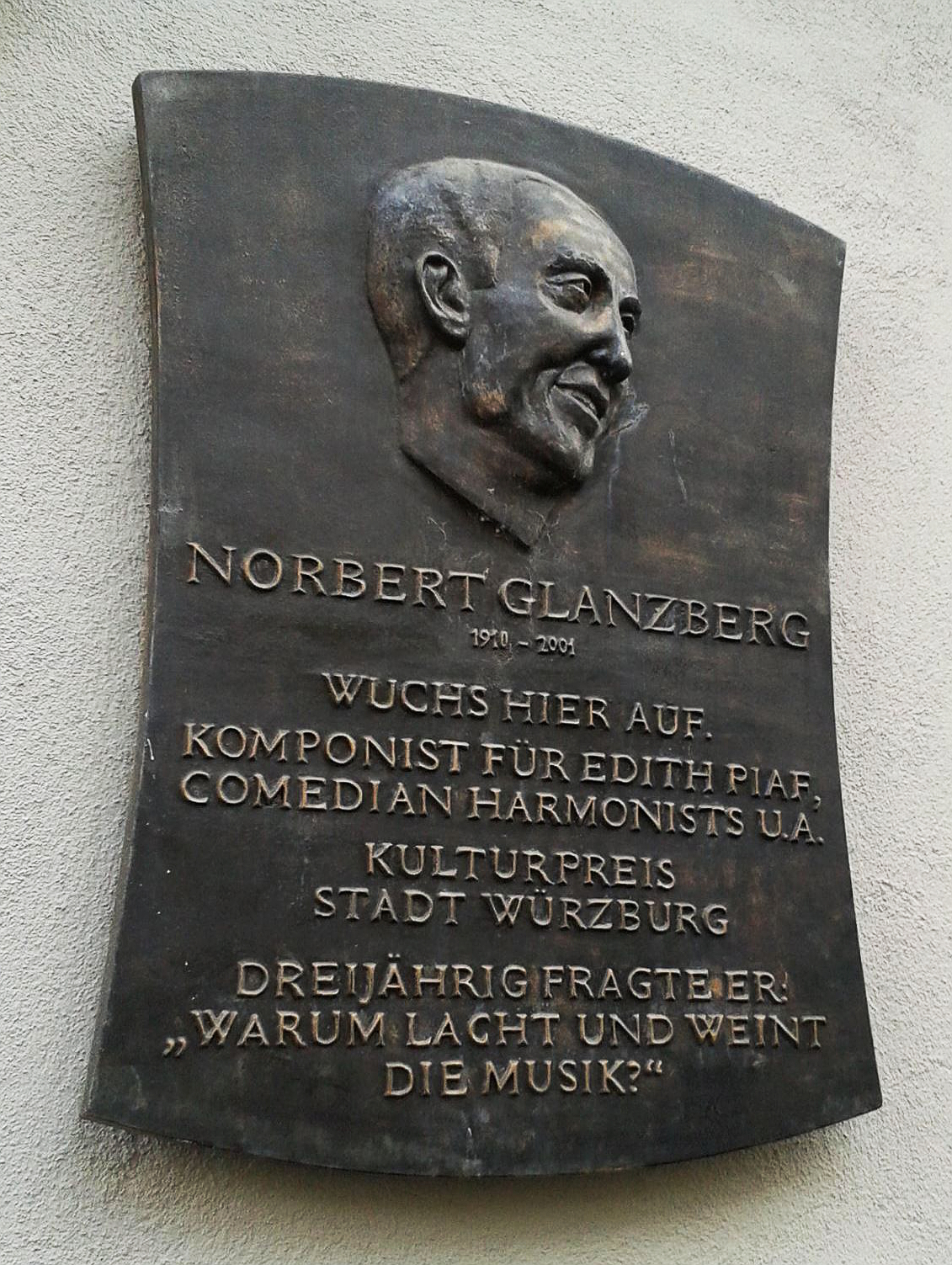
Würzburg tablica, Norbert Glanzberg, Wolfhartsgasse 6, Würzburg, Niemcy

Norbert Glanzberg (ur. 12 października 1910 w Rohatynie, zm. 25 lutego 2001 w Neuilly-sur-Seine) – pianista i kompozytor muzyki filmowej.

## Życiorys
Norbert Glanzberg urodził się w galicyjskim Rohatynie koło Lwowa, pod zaborem austro-węgierskim. W 1911 wraz ze swoją rodziną wyemigrował do Würzburga w Bawarii. W 1924 wstąpił do konserwatorium w Würzburgu i podjął pracę jako szef chóru. Od 1929 pracował jako asystent dyrygenta w teatrze miejskim w Akwizgranie. Tam też zetknął się z Bélą Bartókiem i Albanem Bergiem.
W 1930 został zatrudniony jako kompozytor przez UFA Film, gdzie napisał muzykę dla Billy’ego Wildera a następnie dla Maxa Ophülsa. W 1933, w okresie umacniania się ruchu faszystowskiego, Goebbels na łamach pisma NSDAP – „Der Angriff” określił Glanzberga jako „zdegenerowanego żydowskiego artystę”.
Glanzberg przeniósł się do Paryża i w 1936 poznał Django Reinhardta, pod wpływem którego grał w salach tanecznych dla robotników (fr. bals musettes). W 1938 poznał Lyse Gauty, dla której napisał Le bonheur est entré dans mon cœur, dzięki czemu stał się akompaniatorem śpiewaczki podczas pokazu mody.
W 1939 Glanzberg, jako uchodźca polski, został wcielony do Wojska Polskiego we Francji. Zdemobilizowany w roku 1940, Glanzberg powrócił na południe Francji do „strefy nieokupowanej”. Tam też poznał Didiera Marouaniego, który polubiwszy Glanzberga, zaangażował go w trasy koncertowe Tino Rossiego i Édith Piaf.
Mimo dotychczasowego szczęścia w unikaniu niemieckich łapanek, w 1942 stał się ofiarą donosu i został osadzony w więzieniu na okres 6 miesięcy. Jego potajemną ucieczkę zorganizowała śpiewaczka Marie Bell wraz z Korsykańskim strażnikiem więzienia. Do 1944 ukrywał go Georges Auric, a dalej do końca wojny poeta René Laporte. Podczas pobytu u Laporte'a w Antibes, Glanzberg poznał intelektualistów francuskiego ruchu oporu: Paula Eluarda, Jacques’a Préverta, Louisa Aragona, Elsę Triolet i Juillarda. To właśnie Glanzberg przedstawił Maurice’a Chevaliera Juillardowi, który po wojnie stał się edytorem jego pamiętnika: Ma route et mes chansons.
W roku 1945 Glanzberg wyszedł na wolność. Wziął czynny udział w wyzwoleniu Maurice’a Chevaliera, przetrzymywanego przez ruch oporu Soleil, po czym stanął przed trybunałem lustracyjnym w obronie Mistinguett.
W latach 1946–1948, Glanzberg odbył międzynarodowe tournée wraz z Tino Rossim. Później koncertował z Charlesem Trenetem po Afryce południowej.
Latem 1948, wraz z Henrim Contetem napisał słynną piosenkę Padam, padam…, która stała się częścią repertuaru Edith Piaf. W 1952 skomponował dwa utwory dla Yves’a Montanda: Moi j'm'en fous i Les grands boulevards. Od roku 1953 stworzył wiele utworów muzyki filmowej, np. do filmu Michel Strogoff (1953), La goualeuse (1954), La sorcière z Mariną Vlady (1955) czy La mariée est trop belle (1956) z Brigitte Bardot.
W 1959 urodził mu się syn Serge, który dziś jest producentem muzycznym, inżynierem dźwięku oraz właścicielem paryskiego studia nagrań G POINT STUDIO.
Od roku 1962 do lat siedemdziesiątych, Glanzberg komponował jeszcze dla Petuli Clark, Dalidy i Mireille Mathieu.
Padł jednak ofiarą epoki rock’n’rolla i skończył swoją karierę jako kompozytor dla Music-hallu. W 1983 wrócił do muzyki poważnej suitą Lieder, bazującą na wierszach więźniów z okresu II wojny światowej. Następnie zainspirowany powieściami Isaaca Bashevisa Singera skomponował w 1985 koncert na dwa fortepiany La Suite Yiddish.
W 1998 wrócił na scenę i w Würzburgu dał koncert wraz z Hanną Schygullą. W 1999 nagrał koncert pieśni bożonarodzeniowych w katedrze Würzburgskiej a rok 2000 spędził na pisaniu orkiestracji do La Suite Yiddish na orkiestrę symfoniczną. Zmarł niedługo po skończeniu dzieła w lutym 2001.